# Stabat Mater (Rossini)
Lo Stabat Mater è una sequenza liturgica in musica per soli, coro e orchestra scritta da Gioachino Rossini fra il 1831 e il 1841. La prima esecuzione fu a Parigi il 7 gennaio 1842.

## Storia
Dopo aver composto il Guglielmo Tell nel 1829 Rossini si era ritirato dall'attività teatrale e scriveva musica solo per sé stesso. Pochissime furono le eccezioni e lo Stabat Mater fu fra queste la composizione più importante e quella di maggiori dimensioni.
La creazione dell'opera si deve al prelato spagnolo don Manuel Fernández Varela che, tramite il banchiere Aguado, amico di Rossini, pregò il musicista pesarese di volerlo accontentare poiché era desideroso di possedere un manoscritto del compositore. Rossini, che ben conosceva l'adattamento pergolesiano dello Stabat Mater, non volle mai cimentarsi fino a quel momento nella composizione di una versione propria, ma non volendo deludere né il suo amico né padre Varela, cedette infine alle sue insistenze e incominciò la stesura, venendo ricambiato da questi con un dono. In effetti, non è mai stato ritrovato un atto di vendita comprovante l'acquisto dell'opera, dato che lo stesso Rossini, con l'assenso del Varela, stabilì che la partitura non sarebbe mai stata pubblicata e nemmeno eseguita in pubblico, essendo anch'essa un dono personale.
La stesura dello Stabat Mater si fermò a causa di una dolorosa lombaggine sofferta in quel periodo dal musicista, ed a causa della sua probabile scarsa motivazione nell'affrontarne la composizione. La partitura venne quindi ceduta al musicista Giovanni Tadolini, suo amico, il quale avrebbe ultimato il lavoro a scapito dell'ignaro padre Varela. A questo punto sembra essere giustificato l'interesse di Rossini a non pubblicare il manoscritto, sennonché a lavoro ultimato, venne ugualmente eseguito con le modifiche di Tadolini nel Convento di San Felipe el Real a Madrid il 5 aprile 1833 su interessamento del committente padre Varela. Nel 2011 il direttore d'orchestra italiano Antonino Fogliani ha orchestrato i sette numeri (la cui versione orchestrale era andata perduta) che Tadolini compose per la prima esecuzione dello Stabat Mater a Madrid, proponendoli lo stesso anno in prima esecuzione nell'ambito del Festival Rossini in Wildbad.
Nel 1837 padre Varela morì e, a quattro anni di distanza dalla sua prima rappresentazione, la partitura dello Stabat Mater venne ritrovata dall'editore musicale francese Aulagnier. Egli chiese a Rossini il permesso di poterla pubblicare, ma il musicista si oppose vietandone anche l'esecuzione. Alla fine Rossini completò la stesura dell'opera nel 1841 e la diede alle stampe con l'editore Troupenas.
La prima esecuzione avvenne a Parigi nella Salle Ventadour il 7 gennaio 1842 per il Théâtre de la comédie italienne con Giulia Grisi, Emma Albertazzi, Giovanni Matteo De Candia (noto con il solo nome di "Mario") e Antonio Tamburini. La prima parigina fu molto favorevole e ne seguì il 18 marzo all'Archiginnasio di Bologna la prima italiana con successo diretta da Gaetano Donizetti con Clara Novello e Nicola Ivanoff, cui fece seguito, il successivo 26 giugno, un'esecuzione al Teatro La Fenice di Venezia. A partire dal 1º luglio, sempre con la supervisione di Rossini, l'opera fu portata in tournée in diverse città dell'Italia settentrionale, con una non ancor diplomata Marietta Alboni come contralto: innanzi tutto al Teatro Ducale di Parma, poi al Teatro Sociale di Mantova, quindi nel mese di luglio al Teatro Filarmonico e all'Arena di Verona.
Sin dalla première, Rossini fu accusato da alcuni esponenti della critica di eccessiva teatralità nella composizione, che pecca secondo questi, nella trasmissione del senso più mistico di religiosità che emana la sequenza di Jacopone da Todi. In ogni caso l'opera è molto ricca nell'inventiva e nella struttura armonica. Le dieci sezioni in cui si articola, culminano con un "Amen, in sempiterna" in stile fugato.

## Struttura musicale
Lo Stabat Mater è suddiviso in dieci movimenti, come segue:
- 1. Introduzione, coro e solisti - "Stabat Mater dolorosa"
- 2. aria per tenore - "Cuius animam"
- 3. duetto per soprano e contralto - "Quis est homo"
- 4. aria per basso - "Pro peccatis"
- 5. recitativo per basso e coro - "Eia, Mater"
- 6. quartetto, solisti - "Sancta Mater"
- 7. cavatina per contralto - "Fac ut portem"
- 8. aria per soprano e coro - "Inflammatus et accensus"
- 9. quartetto, solisti - "Quando corpus"
- 10. Finale, coro - "Amen, in sempiterna"

## Organico
La composizione prevede il seguente organico:
- solisti: soprano, contralto, tenore, basso;
- coro a quattro voci miste (SATB);
- orchestra: 2 flauti, 2 oboi, 2 clarinetti, 2 fagotti; 4 corni, 2 trombe, 3 tromboni; timpani e archi

## Discografia
- Rossini, Stabat Mater - Chung/Bartoli/Orgonasova, 1996 Deutsche Grammophon
- Rossini, Stabat Mater - Giulini/Ricciarelli/Gonzalez, 1981 Deutsche Grammophon
- Rossini, Petite messe solennelle/Stabat Mater - Gandolfi/Kertész/Pavarotti/Freni/Valentini Terrani/Raimondi, 1971 Decca
- Rossini, Stabat Mater - Scimone/Solisti Veneti/Gasdia/Zimmermann/Merritt, Garcia, 1988 Erato